# Edificio BBVA (Lima)
El Edificio BBVA (también conocido como Edificio Banco Continental) es la sede de esta entidad financiera en el Perú y está ubicada en el distrito de San Isidro, en la Avenida República de Panamá 3055, en el corazón financiero de Lima. Su construcción culminó en 1980 y fue una de las primeras torres de oficinas perteneciente a una entidad bancaria en construirse en ese sector del distrito.
El complejo consta de una torre de oficinas de 19 pisos que mide 82 metros, además de un segundo bloque de 3 niveles y 1 sótano, y tiene un área construida de 64.860 m². Fue diseñado por los arquitectos Víctor Smirnoff, Víctor Ramírez y José Kanashiro.
El 30 de mayo de 2012 el banco reinauguró su sede con la construcción de una Antena metálica adherida al edificio principal, lo que implicó el incremento de la altura del edificio, llegando de una altura de 82 metros a un total de 137 metros de altura, con lo cual pasó a convertirse en el edificio más alto de Lima y Perú. Sin embargo, en 2015, fue superado por la Torre Banco de la Nación que mide 140 metros.

## Galería

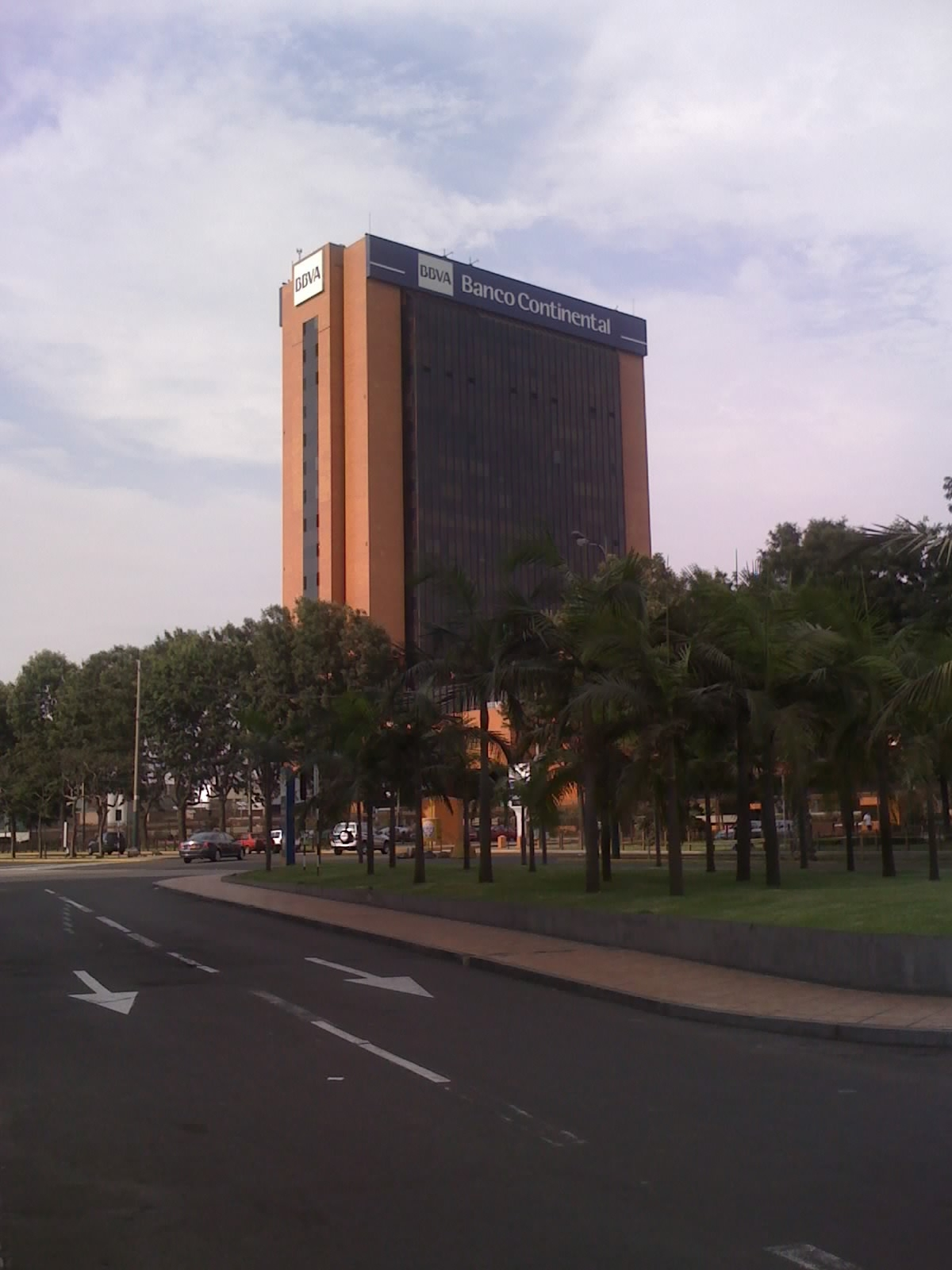
Edificio BBVA Continental antes de su remodelación.
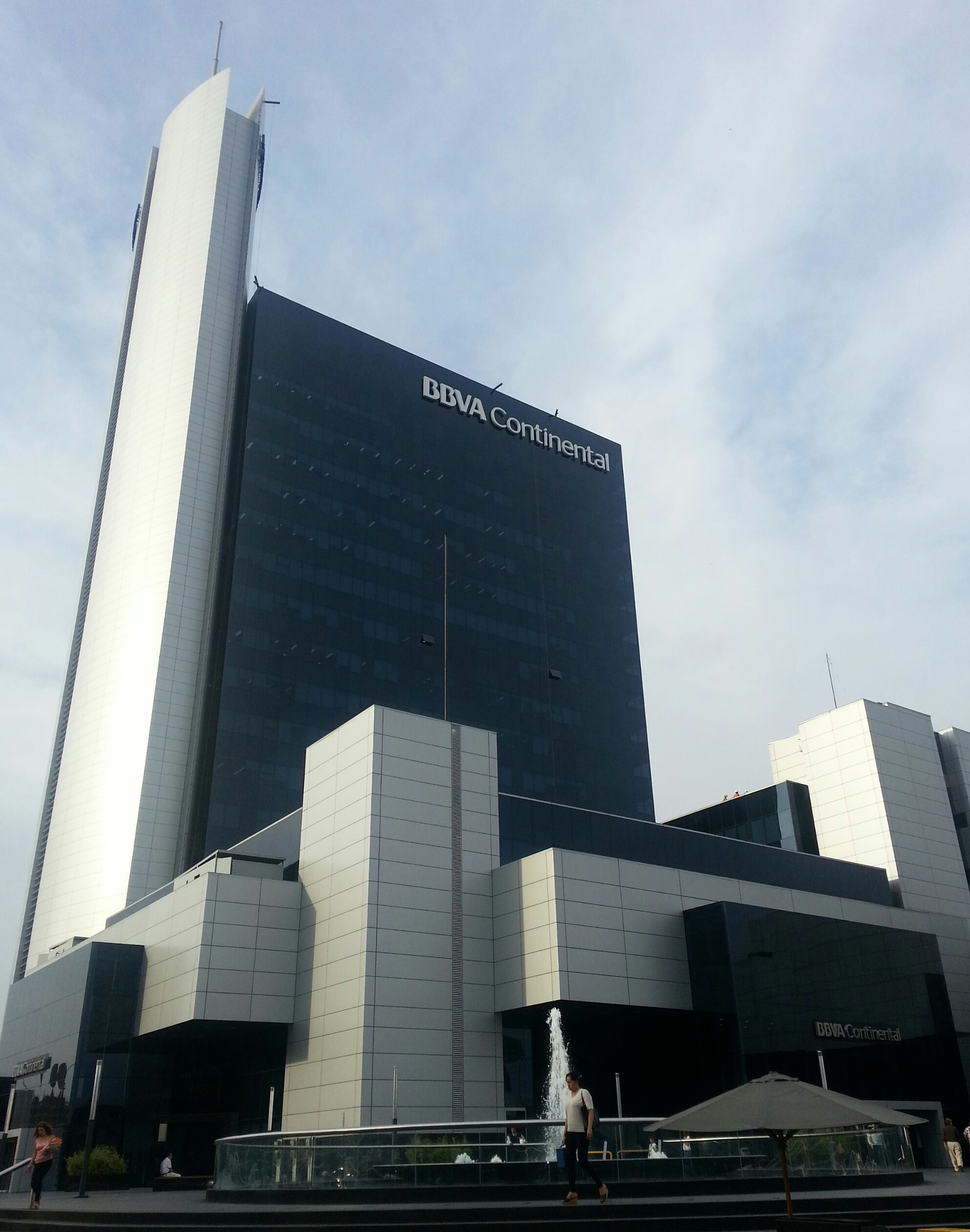
Edificio BBVA Continental tras su remodelación en 2012
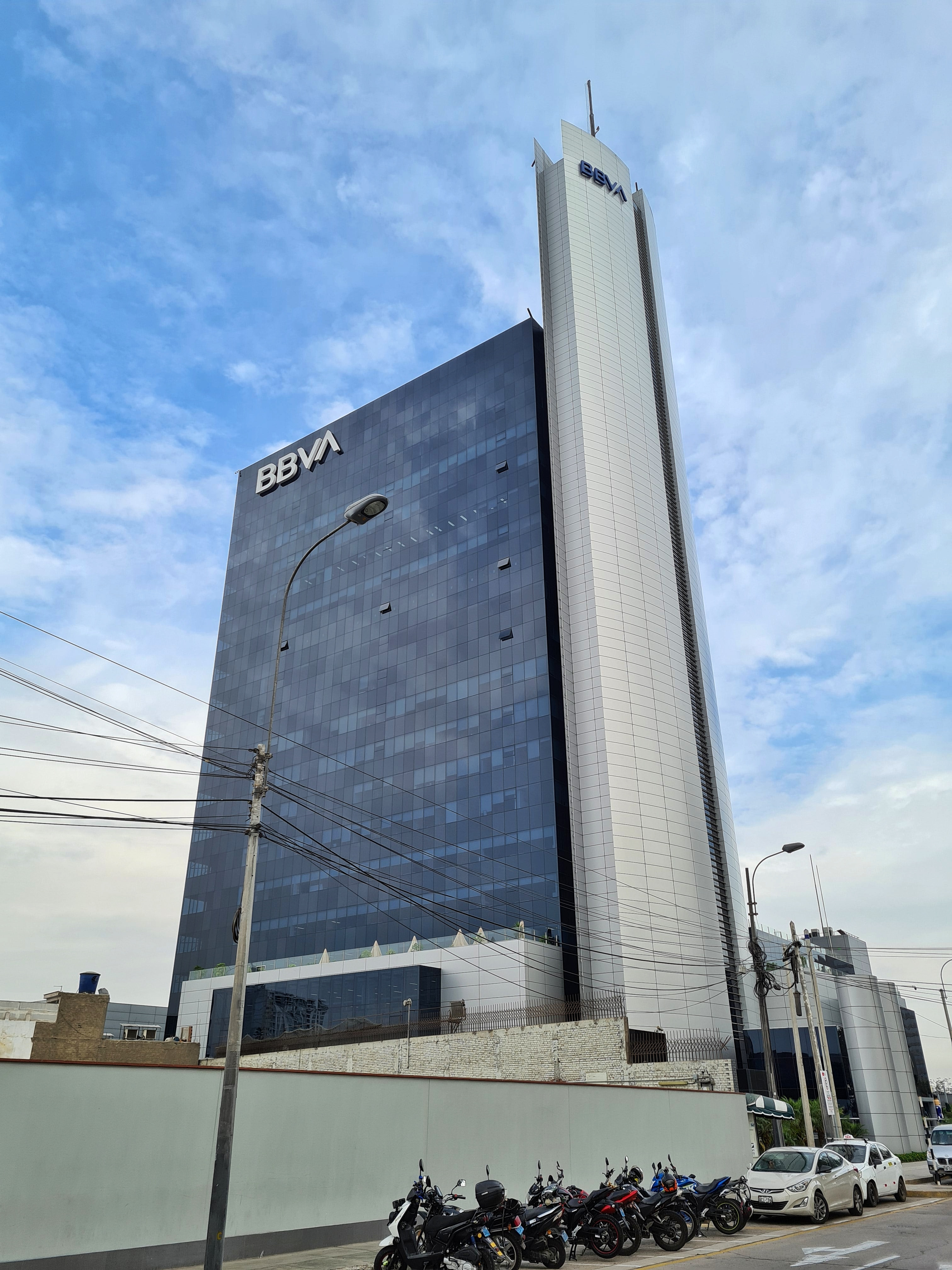
Torre BBVA tras cambio de logo.